# Scenopinus keiseri
Scenopinus keiseri är en tvåvingeart som beskrevs av Kelsey 1969. Scenopinus keiseri ingår i släktet Scenopinus och familjen fönsterflugor.
Artens utbredningsområde är Madagaskar. Inga underarter finns listade i Catalogue of Life.